# جوزيف صقر
جوزيف صقر مغن وممثل مسرحي لبناني (1942-1997) اشتهر بغنائه لأبرز أعمال الموسيقي اللبناني زياد الرحباني، كما شارك فيروز والأخوين رحباني في عدد من المسرحيات، أبرزها (لولو) و(ميس الريم) والأغنيات، كما شارك في كل مسرحيات زياد الرحباني.
كان جوزيف مدرساً للغة الفرنسية، قبل أن يلتحق بالفرقة الشعبية اللبنانية التي أسسها الأخوان رحباني.
بدأ جوزيف كمغني في الكورال المنشد خلف فيروز، ما لبث أن أصبح أهم الأصوات في أعمال زياد الرحباني.
كان جوزيف صقر متزوجا من السيدة غادة ولديه ولد واسمه راجي وبنت.
خصصه زياد الرحباني بألبوم خاص غنى جميع أغانيه عنوانه «بما إنو».
لعب جوزيف صقر أدواراَ أساسية في جميع مسرحيات زياد الرحباني:
فكان نخلة التنين في «سهرية» (1973)
وبركات في «نزل السرور» (1974).
ورامز في «بالنسبة لبكرا شو» (1978).
وأبو ليلى في «فيلم أميركي طويل» (1980).
والمختار في «شي فاشل» (1983).
والصراف البيروتي في «بخصوص الكرامة والشعب العنيد» (1993).

## بعض أغانيه
- الحالة تعبانة يا ليلى
- يا زمان الطائفية
- بما إنو
- يا بنت المعاون
- مربى الدلال
- تلفن عياش
- عايشة وحدا بلاك
- أفلاطون
- نزل السرور يا جامعنا
- يا نور عينيا
- انا اللي عليكي مشتاق
- ماشي الحال

## وفاته
توفي جوزيف صقر في اليوم الأول من عام 1997 بسبب نوبة قلبية وبعد وفاته هجر زياد الرحباني المسرح بعد مشوار امتدّ لربع قرن.

## وصلات خارجية
- للاستماع إلى أغاني جوزيف صقر